# Partido Socialdemócrata de Serbia (2002-2009)
El Partido Socialdemócrata (SDS) (en serbio:Социјалдемократска партија, Socijaldemokratska partija) fue un partido político de Serbia, miembro de la Internacional Socialista, y del Partido Socialista Europeo. Su único presidente fue Nebojša Čović. El SDS se proclamaba heredero del Partido Socialdemócrata de Serbia.
En las elecciones de 2007, el PS formó una coalición con el Partido de los Jubilados Unidos de Serbia y el Partido Socialista Popular, obteniendo 125,324 votos, o 3.11%, lo que no les permitió tener representación parlamentaria.
El partido deja de existir en 2009.
- Datos: Q1283367